# Nydammen (Hamrånge socken, Gästrikland)
Nydammen är en sjö i Gävle kommun i Gästrikland och ingår i Skärjåns huvudavrinningsområde.